# Mimeresia
Mimeresia là một chi bướm ngày thuộc họ Lycaenidae.